# تقليل تشويش الفيديو
تقليل التشويش من الفيديو هو عملية إزالة التشويش من إشارة الفيديو. وتنقسم أساليب تقليل التشويش من الفيديو إلى:
- الأساليب المكانية لتقليل تشويش الفيديو، وهو عندما يتم استخدام إطار واحد فقط لإزالة التشويش. هذه الأساليب قريبة من التقليل من تشويش الصور.
- الأساليب الزمانية لتقليل تشويش الفيديو، وهي عندما يتم استخدام المعلومات الزمنية فقط. ويمكن تقسيم هذه الطريقة إلى ما يلي:
  - الأساليب المتتبعة للحركة - باستخدام بعض التحليلات لحركة البكسل. إذا لم يكن هناك حركة في بعض البكسلات فيستخدم التوسيط الحاد بينها وبين سابقاتها من البكسلات. أما في حالة الحركة فيستخدم توسيط أكثر دقة لتجنب ظهور ظلال غريبة في الصورة.
  - الأساليب التعويضية للحركة تقوم بتقدير الحركة للتنبؤ بالقيم الصحيحة للبكسل من المكان الصحيح من الإطارات السابقة. هذا الأسلوب يتطلب وقتًا أكبر، ولكنه يحقق نتائج أفضل.
- الأساليب المكانية والزمانية في تقليل تشويش الفيديو تستخدم مزيجًا من تقليل الضجيج زمانيًا ومكانيًا.

تم تصميم أساليب تقليل تشويش الفيديو وضبطها لأنواع محددة من التشويش.
أنواع تشويش الفيديو المعتادة هي التالية:
- تشويش الإشارة التماثلية
  - تأثير إشارات المذياع
    - تدخل تردد عال (نقاط، خطوط أفقية قصيرة ملونة ... إلخ)
    - سطوع اللون وتداخل القنوات اللونية (مشاكل في الهوائي)
    - تكرار الصورة

  - تأثير في إتش إس
    - رداءة في اللون
    - سطوع اللون وتداخل القنوات اللونية (نوع محدد لفي إتش إس)
    - تحول الخطوط في نهاية الإطار (اختلال ترتيب الخطوط)
    - خطوط عريضة أفقية من التشويش (في إتش إس القديمة أو تعطل الرؤوس المغناطيسية)

  - تأثير الأفلام (انظر أيضا المحافظة على الأفلام)
    - غبار، وتراب، ورذاذ
    - خدوش
    - تلوّ (تقشر الطبقة الحساسة)
    - بصمات الأصابع
- التشويش الرقمي
  - تأثير التكتل - بسبب انخفاض معدل البتات في الثانية
  - الرنين - عند معدل البتات المنخفض والمتوسط وخاصة في الرسوم المتحركة
  - خسائر في قناة الإرسال الرقمي أو إصابة القرص (خدوش على قرص الدي في دي)

وتستخدم أساليب تقليل مختلفة لإزالة كل من هذه التأثيرات من الفيديو.